# Vieilley
Vieilley é uma comuna francesa na região administrativa de Borgonha-Franco-Condado, no departamento de Doubs. Estende-se por uma área de 9,43 km². Em 2010 a comuna tinha 719 habitantes (densidade: 76,2 hab./km²).